# Syzygium rubicundum
Syzygium rubicundum är en myrtenväxtart som beskrevs av Robert Wight och George Arnott Walker Arnott. Syzygium rubicundum ingår i släktet Syzygium och familjen myrtenväxter. Inga underarter finns listade i Catalogue of Life.